# Langendorf SO
| SO ist das Kürzel für den Kanton Solothurn in der Schweiz. Es wird verwendet, um Verwechslungen mit anderen Einträgen des Namens Langendorf zu vermeiden. |

Langendorf (im lokalen Dialekt Längedorf) ist eine politische Gemeinde im Bezirk Lebern des Kantons Solothurn in der Schweiz.

## Geographie

Luftbild (1958)

Langendorf liegt auf 496 m ü. M. und zwei Kilometer nordwestlich von Solothurn an der Talmulde des Wildbachs, leicht erhöht nördlich des Aaretals am Jurasüdfuss.
Die Fläche des 1,9 km² grossen Gemeindegebiets umfasst einen kleinen Abschnitt des unteren Jurasüdhangs, der aus Moränenmaterial des Rhonegletschers aufgebaut ist. Der Hauptteil des Areals liegt in der Mulde, die der am Weissenstein entspringende Wildbach von Norden nach Süden durchfliesst. Dieses Tälchen wird im Westen von der Waldkuppe des Heimlisbergs (bis 525 m ü. M.) flankiert. Zu Langendorf gehört ein kleiner Abschnitt östlich des Geisslochs am Busletenbach. Im Osten liegt die Gemeindegrenze am Dürrbach; im Süden erreicht die Gemeindefläche fast die Aareniederung. Auf dem Fallerenhölzli, das durch eine Landwirtschaftsfläche im Nordosten vom Dorf getrennt ist, befindet sich der höchste Punkt von Langendorf mit 545 m ü. M.
Von der Gemeindefläche entfielen 1997 47 % auf Siedlungen, 11 % auf Wald und Gehölze und 42 % auf Landwirtschaft.
Die Ortschaft Langendorf hat sich aus einem Strassenzeilendorf am Weg von Solothurn nach Oberdorf und auf den Weissenstein zu einer grossen Vorortssiedlung von Solothurn entwickelt, die im 20. Jahrhundert mit dem Siedlungsgebiet dieser Stadt und mit Bellach zusammengewachsen ist.
Nachbargemeinden von Langendorf sind Solothurn, Bellach, Oberdorf und Rüttenen.

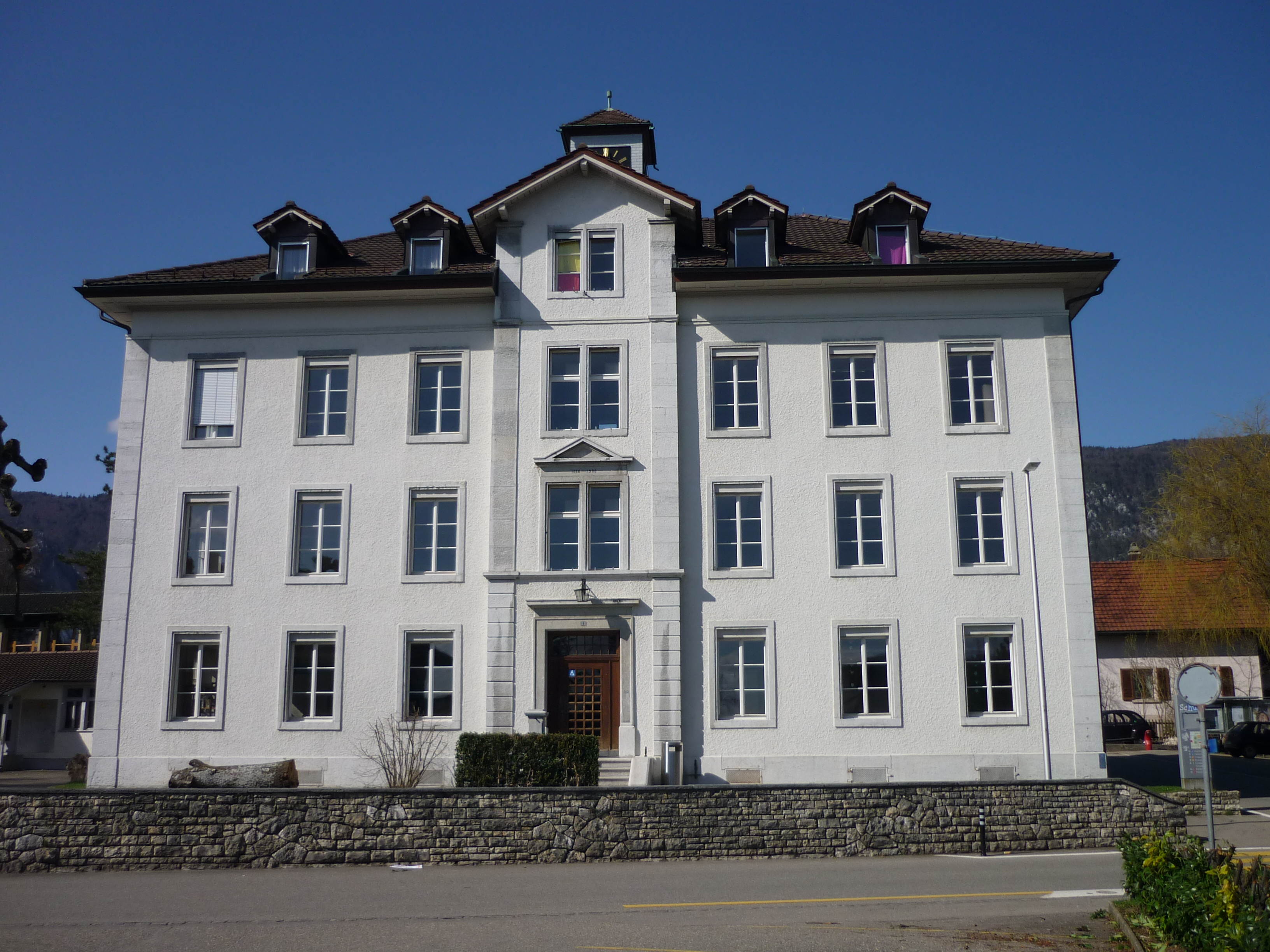
Eines der Langendörfer Schulhäuser

## Bevölkerung
Mit 3858 Einwohnern (Stand 31. Dezember 2023) gehört Langendorf zu den mittelgrossen Gemeinden des Kantons Solothurn. Von den Bewohnern sind 92,2 % deutschsprachig, 2,8 % italienischsprachig und 0,9 % sprechen Französisch (Stand 2000). Die Bevölkerungszahl von Langendorf belief sich 1850 auf 354 Einwohner, 1900 auf 1078 Einwohner. Im Verlauf des 20. Jahrhunderts stieg die Bevölkerungszahl bis 1970 (3019 Einwohner) kontinuierlich an. Danach blieb die Einwohnerzahl relativ konstant, bevor ab den 1990er Jahren wieder eine Zunahme auf exakt 3400 Personen (2000) sowie danach auf den oben genannten Stand verzeichnet wurde.

## Geschichte
Die erste urkundliche Erwähnung des Ortes erfolgte 1304 unter dem Namen Lengendorf. Später erschienen die Bezeichnungen Lengendorff (1555) und Langendorf (1592).
Langendorf unterstand im Mittelalter dem Sankt-Ursen-Stift in Solothurn und gelangte 1344 an die Stadt Solothurn, welche fortan sowohl die niedere als auch die hohe Gerichtsbarkeit ausübte. Es wurde etwas später der Vogtei Flumenthal unterstellt und gehörte ferner zum Dorfgerichts-Sitz, zur Pfarrei und zur Schule Oberdorf. 1375 zerstörten die Gugler bei einem Raubzug durch die Region u. a. das Dorf Gurzelen; dieses wurde dann später zum südlichen Dorfteil Langendorfs, dem Hüslerhof-Quartier, eingemeindet.
Nach dem Zusammenbruch des Ancien Régime (1798) gehörte das Dorf während der Helvetik zum Verwaltungsbezirk Solothurn und ab 1803 zum Bezirk Lebern. Die im Abschnitt Verkehr implizit erwähnte Weissensteinstrasse hiess seinerzeit (auch auf Solothurner Gebiet) noch Lange Gasse. Wie in vielen weiteren Gemeinden zwischen Biel und Solothurn fasste auch in Langendorf etwa ab 1870 die Uhrenindustrie Fuss und führte zu einem deutlichen Anstieg der Einwohnerzahl.
Bis 1953 war Langendorf Teil der römisch-katholischen Pfarrei Oberdorf, seither hat die Pfarrei Langendorf einen eigenen Pfarrer bzw. Gemeindeleiter und bildet mit Lommiswil und Oberdorf die römisch-katholische Kirchgemeinde Oberdorf. Seit 1955 haben die Reformierten einen eigenen Pfarrer (aktuell Pfarrerin Christina Brüll) und bilden mit Oberdorf den Gemeindekreis Langendorf-Oberdorf der reformierten Kirchgemeinde Solothurn.

## Politik
- SP/GPS: 4
- GLP: 1
- FDP: 3
- SVP: 1

Jeweils für vier Jahre wählt die Bevölkerung einen 9-köpfigen Gemeinderat sowie einen Gemeindepräsidenten oder eine Gemeindepräsidentin. 
Die Funktion der Legislative übernimmt in Langendorf die basisdemokratische Gemeindeversammlung.

## Wirtschaft
Langendorf war bis in die zweite Hälfte des 19. Jahrhunderts ein vorwiegend durch die Landwirtschaft geprägtes Dorf. Die Wasserkraft des Wildbachs wurde früher für den Betrieb von Mühlen genutzt. Von 1873 bis 1973 hatte in Langendorf die Uhrenindustrie eine grosse Bedeutung.
Heute haben der Ackerbau und der Obstbau sowie die Viehzucht nur noch einen marginalen Stellenwert in der Erwerbsstruktur der Bevölkerung. Zahlreiche weitere Arbeitsplätze sind im sekundären Sektor und im Dienstleistungssektor vorhanden. In Langendorf sind heute Betriebe des Maschinenbaus (als grösster die Truninger Pumpenbau AG), des Metallbaus, der Informatik, der Elektrobranche, des Baugewerbes, des Transportgewerbes und mechanische Werkstätten vertreten. Langendorf ist Standort eines grossen Einkaufszentrums der Migros am Ort der früheren Uhrenfabrik Lanco sowie der kantonalen Psychiatrischen Klinik (seit 2006 Teil der Solothurner Spitäler AG) und verfügt über eine Kreisschule. In den letzten Jahrzehnten hat sich das Dorf zu einer Wohngemeinde entwickelt. Viele Erwerbstätige sind Wegpendler, die hauptsächlich in Solothurn arbeiten.

### Geschichte der Langendorfer Uhrenindustrie

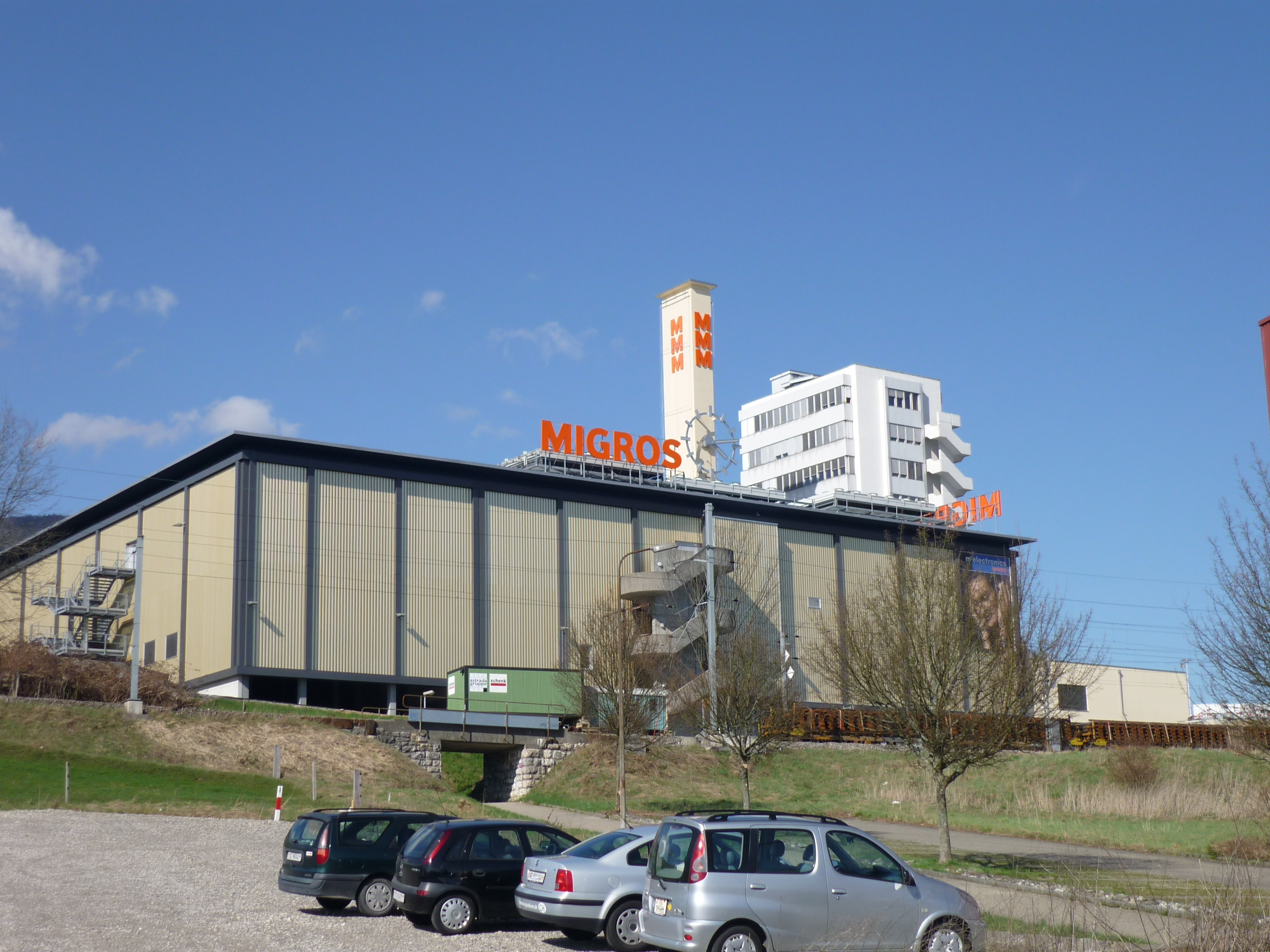
Ehemalige Uhrenfabrik Lanco, jetzt Einkaufszentrum, Aufnahme 2010 (Hochhaus rechts 2011 abgerissen)

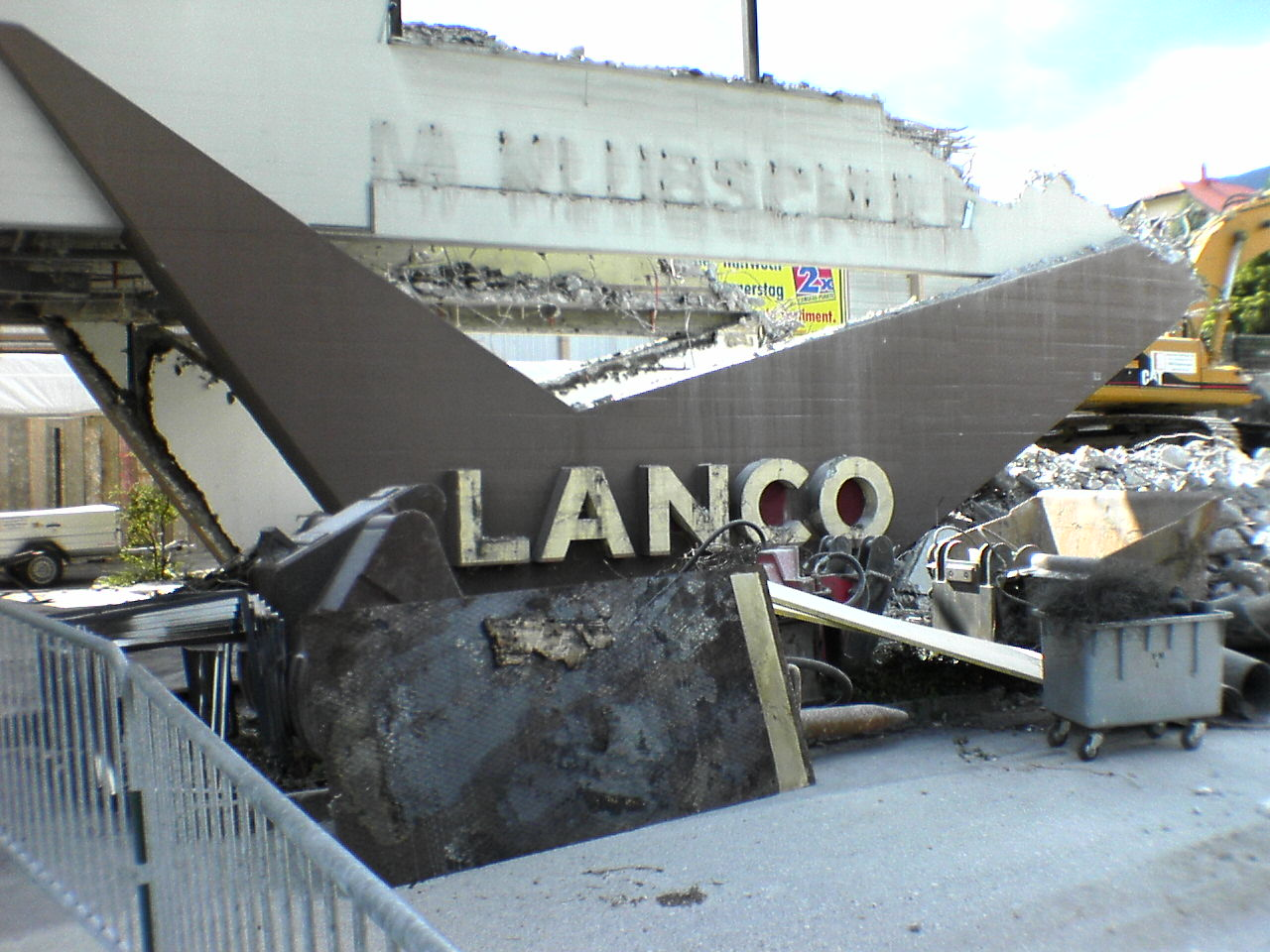
2008 beim Umbau der ehemaligen Fabrik kurzzeitig wieder sichtbarer Schriftzug

Sammelaktie über 20 × 1000 Franken der Langendorf Watch Co. vom 15. Juni 1948

Die Familie Kottmann aus Solothurn kaufte 1842 eine Liegenschaft in Langendorf, um industriell tätig zu werden. 1873 wurde das vormalige Gebäude für Zichorienfabrikation umgebaut, und mit etwa 70 bis 80 Arbeitsplätzen begann die Ébauche-Fabrikation. Damit war der Grundstein für die Uhrenfabrikation in Langendorf gelegt. Für die Uhrenfabrik von Langendorf war die erste Zeit wirtschaftlich schwierig. Im Jahre 1879 wählte das Unternehmen den Namen Uhrenfabrik Langendorf SA. 1880 erreichte die Ébauchefabrikation einen bedrohlichen Tiefstand, die Mitarbeiterzahlen gingen zurück, und die Qualität der Produkte scheint kaum genügt zu haben. Um die soziale Lage der Angestellten zu verbessern, begann Karl Kottmann mit dem sozialen Wohnungsbau und mit der Ausbildung von einheimischen Arbeitskräften. Als das Unternehmen Mitte der 1880er Jahre kurz vor der Liquidation stand, gelang es Kottmann mit der Hilfe von Westschweizer Uhrenfachleuten, den Betrieb zu reorganisieren und zu modernisieren. Damit setzte der Erfolg ein und die Fabrik erhielt in grossem Umfang Aufträge von Unternehmen aus dem Kanton Neuenburg. Damit war es möglich, den Betrieb in Langendorf massiv auszubauen.
Karl Kottmann galt als Arbeitgeber mit einem grossen sozialen Engagement, was damals nicht allgemein üblich war. Er beteiligte sich an der Finanzierung neuer Schulhäuser und einer Hydrantenanlage für die Gemeinde Langendorf, so wie sich auch später seine Nachfolger bei der Einführung der elektrischen Beleuchtung in der Gemeinde beteiligten. Zudem förderte Kottmann weiterhin den Wohnungsbau, und er gründete mehrere Dorfvereine, die teilweise heute noch bestehen. Die Uhrenfabrik und das Dorf waren eng miteinander verbunden, was neben den wirtschaftlichen Vorteilen auch gewisse Nachteile mit sich brachte, zum Beispiel eine starke Einflussnahme des Unternehmens auf die Gemeindepolitik.
1887 nahm die Uhrenfabrik zusätzlich die Fabrikation von Fournituren aus Rohlingen auf. Damit war der Betrieb von Zulieferern unabhängig. Die Uhrenfabrik wuchs unaufhaltsam weiter und galt Ende der 1880er Jahre als grösste Uhrenfabrik der Welt (was vor der Sachlage zu sehen ist, dass sich damals die weltweite Uhrenindustrie noch weitgehend in der Nordwestschweiz konzentrierte). Als Karl Kottmann 1890 starb, übernahm der damalige technische Leiter Lucien Tièche die Leitung der Fabrik. Er setzte beim Verwaltungsrat durch, dass die Uhrenfabrik Langendorf von nun an eigene Uhren mit dem Markennamen Langendorf produzieren konnte.
1902 übernahm Ernst Kottmann die Leitung der Uhrenfabrik. Er stellte 1904 den Kraftantrieb der Werkmaschinen von Dampfmaschinen auf elektrischen Strom um und führte kurz vor dem Ersten Weltkrieg neu die Drehteile-Fabrikation als zusätzlichen Produktionszweig ein. 1909 führte das Unternehmen zusätzlich zu seinen bisherigen Firmen «Uhrenfabrik Langendorf», «Société d'Horlogerie de Langendorf» und «Langendorf Watch Co.» den Namen «Lonville Watch Co.» ein. In den Mitteilungen des Deutschschweizerischen Sprachvereins wurde die Kreation des «ganz neu[en]» Namens Lonville 1917 kritisiert. Dieser war in der Folge neben Lanco eine der Uhrenmarken der Fabrik, fand darüber hinaus aber keine Verbreitung. In den 2000er Jahren wurde die Marke Lonville wiederbelebt, wobei der aktuelle Hersteller, der diesen Namen verwendet, sich auf die Tradition der Langendorfer Uhrenindustrie beruft, ohne dabei eine Verbindung zur ehemaligen Uhrenfabrik oder zum Ort Langendorf zu besitzen.
1918 war das Unternehmen vom Generalstreik stark betroffen. Während des Zweiten Weltkriegs belieferte das Unternehmen offenbar auch Deutschland. Laut Zeitzeugen war in der Uhrenfabrik Langendorf um 1940 ein sogenanntes deutsches «Abnahmekommando» anzutreffen, das mit der Lieferung von Serien von Einzelteilen via Basel betraut war. Der Bestimmungszweck dieser Einzelteile blieb unklar, wobei in Langendorf die Rede von Zeitzündern war. Nach der zweiten Mobilmachung im Mai 1940 sei das «Abnahmekommando» verschwunden. Genaueres lässt sich nicht mehr feststellen, da das Firmenarchiv für diesen Zeitraum nicht mehr existiert. Als Ernst Kottmann 1942 krankheitshalber zurücktrat, übernahm sein Bruder Rudolf Kottmann die Betriebsführung.
1964 kam es in der Unternehmensleitung zu einer schicksalshaften Wende. Nach einem tödlichen Unfall des damaligen Direktors Hans Kottmann übernahm erstmals ein Kollegium unter dem Vorsitz von Guido Kottmann die Leitung des Betriebs. Die Uhrenfabrik Langendorf SA, welche bereits seit einigen Jahren Lanco (für „Langendorf Co.“) hiess, musste aufgrund des schwächelnden Geschäftsgangs 1965 der „Allgemeinen Schweizerischen Uhrenindustrie AG“ (ASUAG) beitreten. 1971 musste die Lanco ihre Selbstständigkeit schliesslich ganz aufgeben und ging in der Omega-Tissot-Gruppe auf. Genau 100 Jahre nach der Gründung der Lanco kam 1973, während der allgemeinen Schweizer Uhrenkrise, das Ende für die Produktion in Langendorf. Die meisten Mitarbeiter verloren ihre Stelle. Einige fanden in anderen Betrieben, die gewisse Produktionsbereiche übernahmen, eine neue Beschäftigung.
Der Gebäudekomplex der Lanco wurde von der Migros-Genossenschaft übernommen, die darin 1977 das Einkaufszentrum Ladedorf (oder: Ladendorf) eröffnete. Die Anlage wurde im Jahr 1996 und nochmals von 2008 bis 2010 umgebaut und erweitert. Ein dazugehörendes Hochhaus, das für das Ortsbild von Langendorf prägend war, wurde 2011 abgerissen.

## Verkehr
Die Gemeinde liegt abseits der grösseren Durchgangsstrassen an einer Verbindungsstrasse von Solothurn nach Oberdorf und über den Weissensteinpass nach Gänsbrunnen. Der nächste Anschluss an die Autobahn A5 (Solothurn-Biel) befindet sich rund 4 Kilometer vom Ortskern entfernt südwestlich von Solothurn. Am 1. August 1908 wurde die Eisenbahnlinie der damaligen Solothurn-Münster-Bahn (heute: BLS AG) von Solothurn nach Moutier mit einem Bahnhof in Langendorf in Betrieb genommen.
Für den Zubringerdienst im öffentlichen Verkehr sorgt die Buslinie der BSU auf der Strecke von Oberdorf nach Solothurn und bis Recherswil.

## Sehenswürdigkeiten

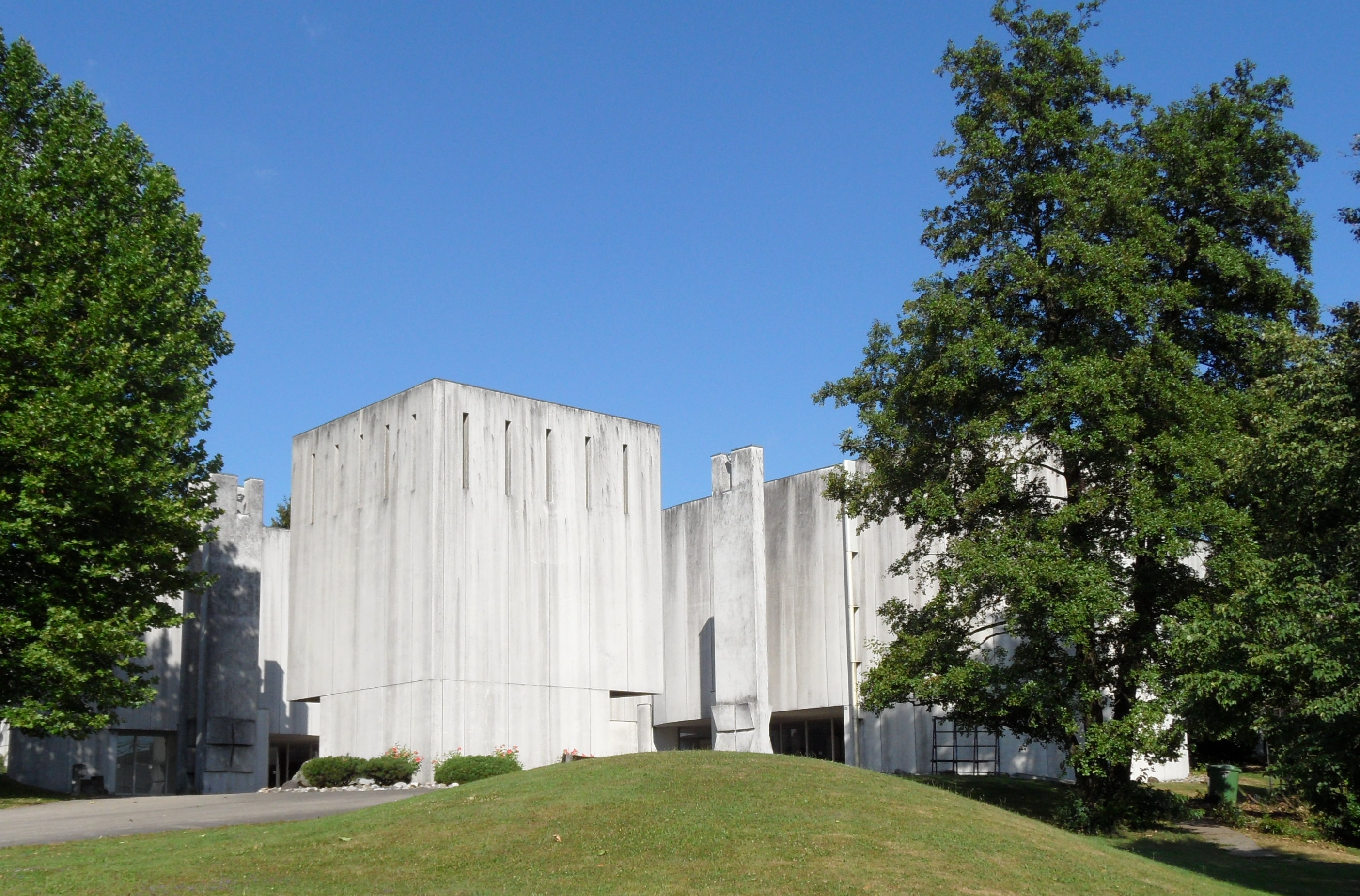
Ökumenisches Kirchenzentrum Langendorf

Das ökumenische Kirchenzentrum wurde nach Plänen des Zürcher Architekten Manuel Pauli in den Jahren 1969 bis 1971 errichtet. Es besitzt je einen Gottesdienstraum für die Katholiken und Reformierten sowie einen gemeinsamen Glockenturm. 1991 wurde der 16mm-Stummfilm von Ernst Brun über den Kirchenbau vertont. Dieser Film wurde von Christoph Knoch, reformierter Pfarrer in Langendorf von 1986–2002, mit Interviews von Zeitzeugen ergänzt und zugänglich gemacht.
Ganz im Westen, fast auf Bellacher Gemeindegebiet, steht zudem der Staalenhof aus dem 16. Jahrhundert, ehemaliges Landgut der Patrizier-Familie vom Staal.

## Wappen
Blasonierung
In Rot auf gelbem Kanonenrohr sitzender weisser Kauz im Schnabel ein Schweizerschildchen tragend; auf der Kanone die Devise «Vorwärts».
Wie viele Schweizer Gemeindewappen wurde das heutige Wappen der Einwohnergemeinde Langendorf 1939 eingeführt, da an der Schweizerischen Landesausstellung alle Gemeinden mit ihrem Wappen vertreten sein sollten. Die Einführung des Wappens wurde an der Gemeindeversammlung vom 26. Juni 1939 einstimmig beschlossen. Es erinnert an die radikal-liberale Chutzenschützen-Gesellschaft die in den Freischarenzügen aktiv mitwirkte. Diese führte beim zweiten Freischarenzug 1845 eine Kanone mit, die den Namen «Vorwärts» erhielt und diesen auch auf dem Kanonenrohr trägt. Die «Vorwärts»-Kanone, die nach dem gescheiterten Freischarenzug Luzerner Truppen in die Hände gefallen war, wurde im Sonderbundskrieg zurückerobert und ist heute im Museum Altes Zeughaus Solothurn ausgestellt.
Das ursprüngliche Wappen von Langendorf zeigt ein senkrecht stehendes Sägeblatt mit sechs Zähnen auf rot-weiss quergeteiltem Grund und wird heute noch von der Bürgergemeinde geführt.